# Neunkirchen (Basse-Autriche)
Pour les articles homonymes, voir Neunkirchen.
Neunkirchen est une commune autrichienne du district de Neunkirchen en Basse-Autriche.